# Radball-Weltcup 2022
Der Radball-Weltcup 2022 war die 20. Austragung des von der UCI veranstalteten Radball-Weltcups. Die Turnier-Serie begann am 11. Juni und endete am 26. November mit dem Weltcup-Finale in Sulgen.
Patrick Schnetzer und Stefan Feurstein vom RV Dornbirn verteidigten ihren Weltcup-Gesamtsieg aus dem Vorjahr. Für Schnetzer war es bereits der achte Weltcup-Gesamtsieg.

## Modus
Die Spielorte wurden Mitte März von der UCI bekanntgemacht. Nach dem Ausfall des Weltcups 2020 und einem reduzierten Spielplan 2021 infolge der Corona-Pandemie gab es erstmals wieder einen annähernd normalen Spielplan mit sechs von acht möglichen Vorrunden. Eine Weltcup-Runde in Asien stand nicht im Programm, dennoch beteiligte sich je ein Team aus Japan und Hongkong an einer Runde in Europa. Maikel Moons und Patrick Dennis, die beim HZG Beringen in Belgien beheimatet sind, vertraten erstmals die Farben Ghanas.
Für den Weltcup qualifizierten sich je drei Teams aus den vier besten Nationen der letzten Weltmeisterschaft und zwei Teams aus der fünftplatzierten Nation. Aus allen weiteren Ländern war maximal ein Team teilnahmeberechtigt. Hinzu kamen noch die Teams, welche mit einer Wildcard des jeweiligen Turnierveranstalters teilnehmen konnten.

## Turnier-Übersicht
| Turnier    | Austragungsort | Datum         | Gewinner       | Zweiter       | Dritter           |
| ---------- | -------------- | ------------- | -------------- | ------------- | ----------------- |
| 1. Turnier | St. Pölten     | 11. Juni      | RSC Schiefbahn | RV Dornbirn 1 | RV Obernfeld      |
| 2. Turnier | Dorlisheim     | 27. August    | RV Obernfeld   | RV Dornbirn 1 | RSC Schiefbahn    |
| 3. Turnier | Berlin         | 10. September | RSC Schiefbahn | RMV Pfungen   | RMC Stein         |
| 4. Turnier | Hardt          | 24. September | RMC Stein      | RMV Pfungen   | VCE Dorlisheim 1  |
| 5. Turnier | St. Gallen     | 15. Oktober   | RMC Stein      | RMV Pfungen   | RV Dornbirn 1     |
| 6. Turnier | Beringen       | 29. Oktober   | RV Obernfeld   | RMC Stein     | TJ Sokol Zlín U23 |
| Finale     | Sulgen         | 26. November  | RV Dornbirn 1  | RMV Pfungen   | RV Obernfeld      |

## Punktestand
Für jedes Weltcupturnier wurden Weltcuppunkte vergeben. Nach den ersten sechs Turnieren wurden die Punkte jedes Teams addiert, und die acht Teams mit den meisten Punkten gelangten ins Finale. Ebenfalls im Finale spielte das beste Team aus Asien und das Heimteam (Wildcard) des Veranstalters.
| Rang   | 1  | 2  | 3  | 4  | 5  | 6  | 7  | 8  | 9  | 10 |
| Punkte | 50 | 45 | 40 | 35 | 30 | 25 | 20 | 18 | 16 | 14 |
| ------ | -- | -- | -- | -- | -- | -- | -- | -- | -- | -- |

Der Punktestand entschied nur darüber, welche Teams ins Finale gelangten. Dort hatten jedoch alle Teams die Chance auf den Gesamtsieg. Die mit gelb hinterlegten Teams waren fürs Finale qualifiziert. Rechts sind die Ränge bei den einzelnen Turnieren dargestellt.
| Rang | Team              | Spieler              | Spieler                 | Punkte | Osterreich     | Frankreich     | Deutschland    | Deutschland    | Schweiz        | Belgien        |
| ---- | ----------------- | -------------------- | ----------------------- | ------ | -------------- | -------------- | -------------- | -------------- | -------------- | -------------- |
| 1    | RMC Stein         | Gerhard Mlady        | Bernd Mlady             | 185    | –              | –              | Bronzemedaille | Goldmedaille   | Goldmedaille   | Silbermedaille |
| 2    | RSC Schiefbahn    | Sven Holland-Moritz  | Marius Hermanns         | 175    | Goldmedaille   | Bronzemedaille | Goldmedaille   | –              | 4              | –              |
| 3    | RMV Pfungen       | Severin Waibel       | Benjamin Waibel         | 170    | –              | 4              | Silbermedaille | Silbermedaille | Silbermedaille | –              |
| 4    | RV Obernfeld      | André Kopp           | Raphael Kopp            | 160    | Bronzemedaille | Goldmedaille   | –              | 7              | –              | Goldmedaille   |
| 5    | RV Dornbirn 1     | Patrick Schnetzer    | Stefan Feurstein        | 148    | Silbermedaille | Silbermedaille | –              | 8              | Bronzemedaille | –              |
| 6    | RS Altdorf        | Timon Fröhlich       | Yannick Fröhlich        | 130    | –              | –              | 4              | 4              | 5              | 5              |
| 7    | VC Dorlisheim 1   | Quentin Seyfried     | Mathias Seyfried        | 125    | –              | 5              | 5              | Bronzemedaille | 6              | –              |
| 8    | TJ Favorit Brünn  | Jan Havlíček         | Robert Zvolánek         | 101    | 5              | –              | 6              | 5              | 9              | –              |
| 9    | RV Dornbirn 2     | Pascal Fontain       | Patrick Köck            | 93     | –              | 8              | 7              | –              | 7              | 4              |
| 10   | RMV Mosnang       | Björn Vogel          | Rafael Artho            | 87     | 4              | 10             | –              | –              | 8              | 7              |
| 11   | TJ Sokol Zlín     | Ludvík Písek         | Miroslav Gottfried      | 68     | 6              | 6              | 8              | –              | –              | –              |
| 12   | RV Sulz           | Philipp Schwendinger | Maximilian Schwendinger | 62     | 9              | –              | 9              | 9              | 10             | –              |
| 13   | HZG Beringen      | Brecht Damen         | Niels Dirikx            | 50     | –              | –              | –              | 6              | –              | 6              |
| 14   | TJ Sokol Zlín U23 | Tomáš Horák          | Radek Adam              | 40     | –              | –              | –              | –              | –              | Bronzemedaille |
| 15   | ATB Frauenfeld    | Manuel Mutti         | Severin Zimmermann      | 20     | 7              | –              | –              | –              | –              | –              |
| 15   | MO Svitávka       | Jiří Hrdlička jun.   | Roman Staněk            | 20     | –              | 7              | –              | –              | –              | –              |
| 17   | ARBÖ St. Pölten   | Michael Schlachtner  | Manuel Schlachtner      | 18     | 8              | –              | –              | –              | –              | –              |
| 17   | RSV Osaka         | Yusuke Murakami      | Yuma Takahashi          | 18     | –              | –              | –              | –              | –              | 8              |
| 19   | VCE Dorlisheim 2  | Yann Leclerc         | Thomas Leclerc          | 16     | –              | 9              | –              | –              | –              | –              |
| 19   | Hongkong          | Wing Tai Ho          | Ka Kin Kenny Chan       | 16     | –              | –              | –              | –              | –              | 9              |
| 21   | RVG Nord-Berlin   | Christian Rochler    | Behnke Godehardt        | 14     | –              | –              | 10             | –              | –              | –              |
| 21   | Baj KSE           | Viktor Ruttner       | Árendás Tamás           | 14     | 10             | –              | –              | –              | –              | –              |
| 21   | RSV Hardt         | Florian Müller       | Matthias Müller         | 14     | –              | –              | –              | 10             | –              | –              |
| 21   | Ghana             | Maikel Moons         | Patrick Dennis          | 14     | –              | –              | –              | –              | –              | 10             |

## Weltcup-Finale
Die Wildcard im Finale erhielt das heimische Team des RV Edelweiß Sulgen. Die aus den Vorrunden qualifizierte Mannschaft des TJ Favorit Brünn verzichtete, es rückte die neuntplatzierte Mannschaft RV Dornbirn 2 nach.
Die zehn Teams wurden in zwei Fünfer-Gruppen unterteilt, innerhalb derer jeder gegen jeden spielte. Danach spielten die Fünftplatzierten der beiden Gruppen um Rang 9 und 10, die beiden Viertplatzierten um Rang 7 und 8 und die beiden Drittplatzierten um Rang 5 und 6. Die Sieger der beiden Gruppen spielten im Halbfinale gegen den Zweitplatzierten der anderen Gruppe um einen Finalplatz. Die Verlierer der beiden Halbfinale spielten um Rang 3 und 4 und die beiden Gewinner um den Weltcup-Gesamtsieg.

### Vorrunde

#### Gruppe 1
| Rang | Team               | STE   | OBE   | ALT    | DO2   | SUL    | S | U | N | Tore  | Punkte |
| ---- | ------------------ | ----- | ----- | ------ | ----- | ------ | - | - | - | ----- | ------ |
| 1    | RMC Stein          |       | 8 : 8 | 7 : 3  | 9 : 3 | 6 : 5  | 3 | 1 | 0 | 30:19 | 10     |
| 2    | RV Obernfeld       | 8 : 8 |       | 6 : 1  | 3 : 2 | 4 : 3  | 3 | 1 | 0 | 21:14 | 10     |
| 3    | Radsport Altdorf   | 3 : 7 | 1 : 6 |        | 8 : 5 | 10 : 3 | 2 | 0 | 2 | 22:21 | 6      |
| 4    | RV Dornbirn 2      | 3 : 9 | 2 : 3 | 5 : 8  |       | 5 : 4  | 1 | 0 | 3 | 15:24 | 3      |
| 5    | RV Edelweiß Sulgen | 5 : 6 | 3 : 4 | 3 : 10 | 4 : 5 |        | 0 | 0 | 4 | 15:25 | 0      |

4-Meter-Schießen um Platz 1: RMC Stein – RV Obernfeld 5 : 4

#### Gruppe 2
| Rang | Team             | PFU   | DO1   | DOL   | SCH   | OSA   | S | U | N | Tore  | Punkte |
| ---- | ---------------- | ----- | ----- | ----- | ----- | ----- | - | - | - | ----- | ------ |
| 1    | RMV Pfungen      |       | 4 : 4 | 4 : 1 | 8 : 2 | 7 : 0 | 3 | 1 | 0 | 23:7  | 10     |
| 2    | RV Dornbirn 1    | 4 : 4 |       | 6 : 2 | 3 : 3 | 8 : 0 | 2 | 2 | 0 | 21:9  | 8      |
| 3    | VCE Dorlisheim 1 | 1 : 4 | 2 : 6 |       | 4 : 2 | 7 : 2 | 2 | 0 | 2 | 14:14 | 6      |
| 4    | RSC Schiefbahn   | 2 : 8 | 3 : 3 | 2 : 4 |       | 5 : 1 | 1 | 1 | 2 | 12:16 | 4      |
| 5    | RSV Osaka        | 0 : 7 | 0 : 8 | 2 : 7 | 1 : 5 |       | 0 | 0 | 4 | 3:27  | 0      |

### Finalrunde
| 1. Halbfinale           |   |                  |                      |
| RMC Stein               | – | RV Dornbirn 1    | 6 : 7                |
| 2. Halbfinale           |   |                  |                      |
| RV Obernfeld            | – | RMV Pfungen      | 2 : 3                |
| Spiel um Platz 9 und 10 |   |                  |                      |
| RV Edelweiß Sulgen      | – | RSV Osaka        | 5 : 2                |
| Spiel um Platz 7 und 8  |   |                  |                      |
| RV Dornbirn 2           | – | RSC Schiefbahn   | 2 : 6                |
| Spiel um Platz 5 und 6  |   |                  |                      |
| RS Altdorf              | – | VCE Dorlisheim 1 | 3 : 4                |
| Spiel um Platz 3 und 4  |   |                  |                      |
| RMC Stein               | – | RV Obernfeld     | 7 : 7 (9 : 11 n. V.) |
| Finale                  |   |                  |                      |
| RV Dornbirn 1           | – | RMV Pfungen      | 4 : 0                |

### Endstand
| Rang           | Team               | Spieler             | Spieler          |
| -------------- | ------------------ | ------------------- | ---------------- |
| Goldmedaille   | RV Dornbirn 1      | Patrick Schnetzer   | Stefan Feurstein |
| Silbermedaille | RMV Pfungen        | Severin Waibel      | Benjamin Waibel  |
| Bronzemedaille | RV Obernfeld       | André Kopp          | Raphael Kopp     |
| 4              | RMC Stein          | Gerhard Mlady       | Bernd Mlady      |
| 5              | VC Dorlisheim 1    | Quentin Seyfried    | Mathias Seyfried |
| 6              | RS Altdorf         | Timon Fröhlich      | Yannick Fröhlich |
| 7              | RSC Schiefbahn     | Sven Holland-Moritz | Marius Hermanns  |
| 8              | RV Dornbirn 2      | Pascal Fontain      | Patrick Köck     |
| 9              | RV Edelweiß Sulgen | Lukas Öhler         | Manuel Ehrmann   |
| 10             | RSV Osaka          | Yusuke Murakami     | Yuma Takahashi   |